# Feel So Close
„Feel So Close” – to utwór szkockiego producenta muzycznego i DJ-a Calvina Harrisa. Wydany został 30 marca 2012 roku przez wytwórnię płytową Columbia Records jako drugi singel DJ-a z jego trzeciego albumu studyjnego, zatytułowanego 18 Months. Twórcą tekstu i producentem utworu jest Calvin Harris. Do singla nakręcono także teledysk, a jego reżyserią zajął się Vincent Haycock. „Feel So Close” zadebiutował na drugiej pozycji na liście przebojów w Irlandii oraz w Wielkiej Brytanii.

## Pozycje na listach przebojów
| Kraj              | Lista (2011-14)         | Pozycja | Status             |
| ----------------- | ----------------------- | ------- | ------------------ |
| Australia         | Top 50 Singles          | 7       | 4× platynowa płyta |
| Belgia (Flandria) | Ultratop 50             | 25      | –                  |
| Francja           | Top 200 Singles         | 11      | –                  |
| Holandia          | Single Top 100          | 32      | –                  |
| Irlandia          | Top 50 Singles          | 2       | –                  |
| Kanada            | Canadian Hot 100        | 9       | 3× platynowa płyta |
| Nowa Zelandia     | Top 40 Singles          | 5       | –                  |
| Stany Zjednoczone | Hot 100                 | 12      | platynowa płyta    |
| Szkocja           | Scottish Singles Top 40 | 1       | –                  |
| Szwajcaria        | Singles Top 75          | 57      | złota płyta        |
| Wielka Brytania   | Singles Top 100         | 2       | złota płyta        |